# Иванова, Галина Яковлевна
Гали́на Я́ковлевна Ивано́ва (род. 10 ноября 1949, Камешково, Владимирская область) ― советская российская театральная актриса, Заслуженная артистка РСФСР (1981), Народная артистка Российской Федерации (2006), артистка государственного учреждения культуры Владимирской области «Театральный комплекс».

## Биография
Родилась 10 ноября 1949 года в городе Камешково, Владимирская область, РСФСР.
После завершения учёбы в средней школе поступила в Государственный институт театрального искусства (ГИТИС) имени Анатолия Луначарского, которое окончила в 1971 году. Получив диплом, приехала в Ростов-на-Дону, где в местном Театре юного зрителя проработала более десяти лет.
В 1982 году Иванова была приглашена на работу во Владимирский академический театр драмы.
На сцене этого театра актриса сыграла такие роли, как: Мать в постановке «Баллада о солдате»; Раневская ― «Вишнёвый сад»; Габи ― «Восемь любящих женщин»; Атуева ― «Свадьба Кречинского»; Ханума ― «Ханума»; Анна Андреевна ― «Ревизор»; Глумова ― «На всякого мудреца довольно простоты» и другие.
Галина Иванова вместе с супругом, Народным артистом Российской Федерации Леонидом Соловьёвым (1939―2010), участвовала в создании самостоятельного коллектива «Вечерний театр», который существовал во Владимире с 2001 по 2008 год. Была там ведущей актрисой и «правой рукой» художественного руководителя.
Также сыграла эпизодические роли в фильмах «Тайны следствия»-6 (2006), «Брак по завещанию. Возвращение Сандры» (2011), «Гюльчатай. Ради любви» (2013), «Штрафник» (2016).
В настоящее время ― артистка Государственного учреждения культуры Владимирской области «Театральный комплекс».	

## Награды и звания
- Медаль ордена «За заслуги перед Отечеством» II степени (30 мая 2018 года) — за большой вклад в развитие отечественной культуры и искусства, средств массовой информации, многолетнюю плодотворную деятельность[3].
- Народная артистка Российской Федерации (10 апреля 2006 года) — за большие заслуги в области театрального искусства[4].
- Заслуженная артистка РСФСР (3 марта 1981 года).
- Лауреат областной премии имени Евгения Евстигнеева.

## Театральные роли
- Золушка — «Золушка»
- Джульетта — «Ромео и Джульетта»
- Донья Анхела — «Проделки молодой вдовы»
- Антигона — «Антигона»
- Ольга Петровна — «Нахлебник»
- Анна Васильчикова — «Василиса Мелентьева»
- Царица Ирина — «Смута»
- Леди Винтер — мюзикл «Три мушкетёра»
- Королева Элинор — «Лев зимой»
- Жозефина — «Корсиканка»
- Евгения — «Миленький ты мой»
- Катерина — «Семейный портрет с посторонним»
- Она — «Скамейка»
- Люти — «Люти»
- Хлестова — «Горе от ума»
- Мать — «Баллада о солдате»
- Раневская — «Вишнёвый сад»
- Габи — «Восемь любящих женщин»
- Атуева — «Свадьба Кречинского»
- Ханума — «Ханума»
- Анна Андреевна — «Ревизор»
- Глумова — «На всякого мудреца довольно простоты»
- Серна, врач, старуха — «Золотой теленок»
- Этель Сэвидж — «Странная миссис Сэвидж»